# Embreea
Embreea es un género de orquídeas epifitas.  Es nativa de Colombia y sudeste de Ecuador. Comprende 2  especies descritas y   aceptadas.

## Taxonomía
El género fue descrito por Calaway H. Dodson y publicado en Phytologia 46(6): 389. 1980.

## Especies aceptadas
A continuación se brinda un listado de las especies del género Embreea aceptadas hasta agosto de 2014, ordenadas alfabéticamente. Para cada una se indica el nombre binomial seguido del autor, abreviado según las convenciones y usos.	
- Embreea herrenhusana (Jenny) Jenny
- Embreea rodigasiana (Claes ex Cogn.) Dodson